# Diócesis de Scranton
La diócesis de Scranton (en latín: Dioecesis Scrantonen(sis) y en inglés: Roman Catholic Diocese of Scranton) es una circunscripción eclesiástica latina de la Iglesia católica en Estados Unidos, sufragánea de la arquidiócesis de Filadelfia. La diócesis tiene al obispo Joseph Charles Bambera como su ordinario desde el 23 de febrero de 2010.

## Territorio y organización
La diócesis tiene 22 914 km² y extiende su jurisdicción sobre los fieles católicos de rito latino residentes en 11 condados del estado de Pensilvania: Bradford, Lackawanna, Luzerne, Lycoming, Monroe, Pike, Sullivan, Susquehanna, Tioga, Wayne y Wyoming.
La sede de la diócesis se encuentra en la ciudad de Scranton, en donde se halla la Catedral de San Pedro y la basílica menor y santuario nacional de Santa Ana.
En 2020 en la diócesis existían 118 parroquias.

## Historia
La diócesis fue erigida el 3 de marzo de 1868 con el breve Summi apostolatus del papa Pío IX, obteniendo el territorio de la diócesis de Filadelfia (hoy arquidiócesis).
Originalmente sufragánea de la arquidiócesis de Baltimore, en 1875 pasó a formar parte de la provincia eclesiástica de Filadelfia.

## Estadísticas
De acuerdo al Anuario Pontificio 2021 la diócesis tenía a fines de 2020 un total de 282 400 fieles bautizados.
| Año                                                                             | Población            | Población | Población      | Sacerdotes | Sacerdotes    | Sacerdotes    | Bautizados por sacerdote | Diáconos permanentes | Religiosos | Religiosos | Parroquias |
| Año                                                                             | Bautizados católicos | Total     | % de católicos | Total      | Clero secular | Clero regular | Bautizados por sacerdote | Diáconos permanentes | Varones    | Mujeres    | Parroquias |
| ------------------------------------------------------------------------------- | -------------------- | --------- | -------------- | ---------- | ------------- | ------------- | ------------------------ | -------------------- | ---------- | ---------- | ---------- |
| 1950                                                                            | 350 876              | 1 047 300 | 33.5           | 540        | 445           | 95            | 649                      |                      | 87         | 1370       | 231        |
| 1966                                                                            | 360 767              | 916 539   | 39.4           | 631        | 488           | 143           | 571                      |                      | 275        | 1464       | 234        |
| 1970                                                                            | 355 595              | 916 539   | 38.8           | 600        | 471           | 129           | 592                      |                      | 212        | 1431       | 240        |
| 1976                                                                            | 361 911              | 953 526   | 38.0           | 520        | 420           | 100           | 695                      |                      | 111        | 1265       | 237        |
| 1980                                                                            | 359 513              | 960 430   | 37.4           | 544        | 435           | 109           | 660                      |                      | 117        | 1197       | 240        |
| 1990                                                                            | 350 496              | 1 013 420 | 34.6           | 490        | 389           | 101           | 715                      | 6                    | 108        | 1015       | 219        |
| 1999                                                                            | 362 546              | 1 054 814 | 34.4           | 473        | 358           | 115           | 766                      | 32                   | 4          | 819        | 200        |
| 2000                                                                            | 343 820              | 1 031 976 | 33.3           | 432        | 333           | 99            | 795                      | 48                   | 154        | 776        | 198        |
| 2001                                                                            | 337 454              | 1 032 536 | 32.7           | 437        | 341           | 96            | 772                      | 51                   | 159        | 784        | 198        |
| 2002                                                                            | 365 079              | 1 066 308 | 34.2           | 410        | 332           | 78            | 890                      | 51                   | 142        | 732        | 195        |
| 2003                                                                            | 355 422              | 1 069 367 | 33.2           | 409        | 336           | 73            | 869                      | 50                   | 141        | 711        | 195        |
| 2004                                                                            | 348 542              | 1 072 813 | 32.5           | 415        | 345           | 70            | 839                      | 52                   | 82         | 673        | 193        |
| 2008                                                                            | 316 825              | 1 095 092 | 28.9           | 452        | 392           | 60            | 700                      | 63                   | 70         | 557        | 178        |
| 2010                                                                            | 323 047              | 1 091 320 | 29.6           | 340        | 280           | 60            | 950                      | 65                   | 70         | 523        | 138        |
| 2014                                                                            | 348 600              | 1 118 000 | 31.2           | 312        | 252           | 60            | 1117                     | 67                   | 70         | 417        | 120        |
| 2017                                                                            | 276 594              | 1 098 910 | 25.2           | 274        | 225           | 49            | 1009                     | 80                   | 55         | 369        | 120        |
| 2020                                                                            | 282 400              | 1 122 040 | 25.2           | 281        | 215           | 66            | 1004                     | 90                   | 69         | 382        | 118        |
| Fuente: Catholic-Hierarchy, que a su vez toma los datos del Anuario Pontificio. |                      |           |                |            |               |               |                          |                      |            |            |            |

## Episcopologio
- William O'Hara † (3 de marzo de 1868-3 de febrero de 1899 falleció)
- Michael John Hoban † (3 de febrero de 1899 por sucesión-13 de noviembre de 1926 falleció)
- Thomas Charles O'Reilly † (19 de diciembre de 1927-25 de marzo de 1938 falleció)
- William Joseph Hafey † (25 de marzo de 1938 por sucesión-12 de mayo de 1954 falleció)
- Jerome Daniel Hannan † (17 de agosto de 1954-15 de diciembre de 1965 falleció)
- Joseph Carroll McCormick † (4 de marzo de 1966-15 de febrero de 1983 retirado)
- John Joseph O'Connor † (6 de mayo de 1983-26 de enero de 1984 nombrado arzobispo de Nueva York)
- James Clifford Timlin (24 de abril de 1984-25 de julio de 2003 retirado)
- Joseph Francis Martino (25 de julio de 2003-31 de agosto de 2009 renunció)[4]
- Joseph Charles Bambera, desde el 23 de febrero de 2010